# Liste Bündner Theologen
Dies ist eine Liste bedeutender Theologen und Geistlicher des Kantons Graubünden in der Schweiz.
Über jeden dieser Theologen und Geistlichen aus Graubünden existiert ein Artikel im Biographisch-Bibliographischen Kirchenlexikon.

## A
- Blasius Alexander (1590–1622), reformierter Pfarrer
- Kaspar Alexius (1581–1626), reformierter Theologe
- Bartholomäus Anhorn der Ältere (1566–1642), reformierter Pfarrer und Historiker
- Bartholomäus Anhorn der Jüngere (1616–1700), reformierter Pfarrer und Historiker

## B
- Heinrich Bansi (1754–1835), reformierter Pfarrer und Politiker
- Christian Bavier (1767–1837), reformierter Theologe und Schriftsteller
- Johannes Ulrich Bavier (1669–1749), reformierter Pfarrer
- Linard Bardill (* 1956), Liedermacher mit abgeschlossenem Studium der reformierten Theologie
- Giovanni Beccaria (Reformator) (1511–1580), Lehrer und Reformator in Locarno, Roveredo, Mesocco, Zürich und Bondo
- Jachiam Tütschett Bifrun (1506–1572), reformierter Bibelübersetzer
- Daniel Bilger (1713–1792), reformierter Pfarrer und Schulmann
- Jörg Blaurock (ca. 1492–1524), Täufer
- Ulrich Bolt († nach 1541), wirkte in Fläsch, reformierte u. a. das Prättigau
- Conradin Bonorand (1914–1996), reformierter Pfarrer und Historiker
- Johann Conrad Bonorand (1651–1719), reformierter Pfarrer

## C
- Carl Camenisch (1874–1956), reformierter Pfarrer, Lehrer und Historiker
- Emil Camenisch (1874–1958), reformierter Pfarrer und Kirchenhistoriker
- Ulrich Campell (um 1510–1582), Reformator und rätoromanische Liederdichter
- Pancratius Caprez (um 1625–1704), reformierter Pfarrer
- Otto Carisch (1789–1858), reformierter Pfarrer, Dichter und Historiker
- Balthasar von Castelberg (1748–1835), reformierter Pfarrer und Konvertit
- Johann Baptist Cattaneo (1745–1831), reformierter Pfarrer
- Paul Christ (1836–1908), reformierter Pfarrer und systematischer Theologe
- Rageth Christoffel (1810–1875), reformierter Pfarrer und Schulmann
- Johannes Comander (1484–1557), Reformator der Stadt Chur und Graubündens
- Mattli Conrad (1745–1832), reformierter Pfarrer

## D
- Jan Peider Danz (um 1575–1620), reformierter Pfarrer und Förderer des reformierten Bildungswesens im Veltlin

## E
- Tobias Egli (1534–1574), reformierter Pfarrer und Antistes der evangelisch-rätischen Kirche

## F
- Reto Fetz (* 1942), katholischer Theologe
- Theodosius Florentini (1808–1865), katholischer Theologe, Ordensstifter und Philanthrop
- Peter Flury (1804–1880), reformierter Pfarrer und Schulreformer
- Gian Battista Frizzoni (1727–1800), reformierter Pfarrer und Kirchenliederdichter
- Kaspar Frizzoni (ca. 1640–1707), reformierter Pfarrer und Schriftsteller

## G
- Men-Fort Gabriel (1608–1672), reformierter Pfarrer und rätoromanischer Dichter
- Lucius Gabriel (1597–1663), reformierter Pfarrer und Bibelübersetzer
- Stefan Gabriel (ca. 1570–1638), reformierter Pfarrer und Schriftsteller
- Philipp Gallicius (1504–1566), Reformator des Engadin
- Johannes Gantner (ca. 1530–1605), reformierter Pfarrer
- Paganino Gaudenzi (1595–1649), katholischer Theologe und Universalgelehrter
- Max Gerber (1887–1949), reformierter Pfarrer u. a. in Feldis
- Andreas Gillardon der Ältere (1661–1723), reformierter Pfarrer und Förderer des Pietismus
- Andreas Gillardon der Jüngere (1697–1751), reformierter Pfarrer
- Thomas Gottschall (* 1962), reformierter Pfarrer und Dekan der Bündner Synode
- Bartholomäus Grass (1743–1815), reformierter Pfarrer und Schulreformer
- Caspar Grass (1639–1721), reformierter Pfarrer und Bibelübersetzer
- Johann Christoph Grass (1639–1702), reformierter Pfarrer und Herausgeber eines rätoromanischen Gesangbuches
- Peter Gritti (ca. 1602-ca. 1674), reformierter Pfarrer und Kircheninspektor
- Johannes Gujan (1668–1748), reformierter Pfarrer

## H
- Benedikt Hartmann (1873–1955), reformierter Pfarrer und Historiker
- Leonhard Herold (1819–1902), reformierter Pfarrer und Schulreformer
- Otto Herold (1848–1945), evangelischer Theologe und Wegbereiter der ökumenischen Bewegung
- Vitus Huonder (1942–2024), katholischer Bischof von Chur

## J
- Johannes Janett (1729–1803), reformierter Pfarrer
- Jörg Jenatsch (1596–1639), reformierter Pfarrer und Militärführer

## K
- Christian Immanuel Kind (1818–1884), reformierter Pfarrer und Historiker
- Ludwig Gotthilf Kind (1830–1913), reformierter Pfarrer
- Paul Gottlob Kind (1822–1893), reformierter Pfarrer und Schuldirektor
- Paul Hieronymus Kind (1847–1922), reformierter Lehrer und Pfarrer
- Paulus Kind der Ältere (1734–1802), reformierter Pfarrer pietistischer Prägung
- Paulus Kind der Jüngere (1783–1875), reformierter Pfarrer und Vertreter der Erweckungsbewegung
- Paul Theodor Kind (1861–1898), reformierter Pfarrer

## L
- Georg Leonhardi (1807–1884), reformierter Pfarrer und Schriftsteller
- Johannes Leonhardi († 1808), reformierter Pfarrer
- Johannes Christian Leonhardi (1651–1725), reformierter Pfarrer und Schriftsteller
- Johann Jakob Lorez (1697–1768), reformierter Pfarrer und Schulreformer
- Jeremias Lorza (1757–1837), reformierter Pfarrer und Schulreformer

## M
- Agostino Mainardi (1482–1563), reformierter Pfarrer und Reformator von Chiavenna
- Franz Meier (1688–1752), reformierter Pfarrer
- Leonhard Meisser (1803–1872), reformierter Pfarrer und Kirchenliederdichter
- Johann Ulrich Michael (1850–1931), reformierter Lehrer und Pfarrer
- Luzi Michel (1841–1876), reformierter Pfarrer und Sozialreformer
- Ludwig Molitor (ca. 1620–1683), reformierter Pfarrer und Liederdichter
- Johannes Fabricius Montanus (1527–1566), reformierter Pfarrer
- Hartmann von Moos (1737–1803), reformierter Pfarrer

## P
- Lucius Papa (1566–1632), reformierter Pfarrer und Bibelübersetzer
- Vincenz Paravicini (1595–1678), reformierter Theologe
- Martin Planta (1727–1772), reformierter Pfarrer und Schulreformer
- Lucius Pol (1754–1828), reformierter Pfarrer und Naturwissenschaftler
- Johannes Pontisella der Ältere († 1574), reformierter Theologe und Schulreformer
- Johannes Pontisella der Jüngere (1552–1622), reformierter Theologe und Schulreformer
- Andrea Rosius à Porta (1754–1838), reformierter Pfarrer und Schulreformer
- Petrus Domenicus Rosius à Porta (1734–1806), reformierter Theologe und Kirchenhistoriker

## R
- Leonhard Ragaz (1868–1945), reformierte Theologe und Mitbegründer der religiös-sozialen Bewegung in der Schweiz
- Conradin Riola (1667/1670–1743), reformierter Geistlicher und theologischer Schriftsteller

## S
- Georg Saluz (1571–1645), reformierter Pfarrer und Kirchenpolitiker
- Peter Saluz (1758–1808), reformierter Pfarrer und Schulreformer
- Giovanni Andrea Scartazzini (1837–1901), reformierter Pfarrer und Danteforscher
- Nicolin Sererhard (1689–1756), reformierter Pfarrer
- Placidus a Spescha (1752–1833), Benediktinerpater, Alpinist und Sprachforscher
- Georg Sprecher (1813–1854), reformierter Pfarrer und Kirchenreformer

## T
- Tello, (ca. 759–765) Bischof von Chur
- Christian Tester (1850–1918), reformierter Pfarrer und Schriftsteller
- Jakob Rudolf Truog (1865–1953), reformierter Pfarrer und Kirchenhistoriker
- Leonhard Truog (1760–1848), reformierter Pfarrer und Historiker

## V
- Pietro Paolo Vergerio (1498–1565), evangelischer Pfarrer und Reformator von Vicosoprano
- Jacob Antonius Vulpius (1629–1706), reformierter Theologe und Bibelübersetzer

## W
- Peter Walser (1871–1938), reformierter Theologe
- Daniel Willi (1696–1755), reformierter Pfarrer und Pietist
- William Wolfensberger (1889–1918), reformierter Pfarrer und Schriftsteller

## Z
- Nicolaus Zaff der Ältere (um 1620–nach 1677), Schweizer Geistlicher und Mediziner
- Nicolaus Zaff der Jüngere (1665–um 1727), Schweizer Geistlicher
- Saturnin Zaff (1636–1707), reformierter Theologe